# Egialeu
Egialeu era filho de Ínaco e Mélia, portanto irmão de Foroneu.. Morreu sem filhos.
Este personagem não é mencionado por Agostinho de Hipona, que se baseou em Marco Terêncio Varrão: Foroneu foi o segundo rei de Argos, sucedendo seu pai Ínaco; porém Agostinho menciona um irmão mais novo de Foroneu, Phegous, que construiu um templo no túmulo de Foroneu, adorando-o como a um deus, com sacrifícios.
Alguns autores identificam Egialeu, rei de Sicião com Egialeu, filho de Ínaco [carece de fontes?]. Nas crônicas de Eusébio de Cesareia e Jerônimo de Estridão, porém, eles são distintos, o segundo tendo vivido cerca de 300 anos após o primeiro, e Ínaco, primeiro rei dos argivos, tendo iniciado seu reinado 235 anos depois do início do reinado dos siciônios.